# Olga de Rússia (gran duquessa de Rússia)
Olga Nikolaevna de Rússia, gran duquessa de Rússia (Palau Alexandre de Tsàrskoie Seló 1895 - executada a Iekaterinburg el 1918). Gran duquessa de Rússia filla del darrer tsar de totes les Rússies.
Nascuda el 15 de novembre de 1895 al Palau Alexandre del complex reial de Tsàrskoie Seló prop de Sant Petersburg. Filla del tsar Nicolau II de Rússia i de la princesa Alexandra de Hessen-Darmstadt. Era neta del tsar Alexandre III de Rússia i de la princesa Dagmar de Dinamarca per part de pare, mentre que per part de mare ho era del gran duc Lluís IV de Hessen-Darmstadt i de la princesa Alícia del Regne Unit.
Filla gran del tsar, fou educada amb gran rigorositat i ben aviat mostrà una gran intel·ligència i un caràcter bondadós. Fou una gran lectora.
Molts prínceps europeus s'interessaren per la gran duquessa, des del príncep i després rei Carles II de Romania al príncep i després rei Eduard VIII del Regne Unit. Malgrat tot, mai arribà a contraure matrimoni. Segons sembla, el tsar Nicolau II de Rússia pretenia casar-la amb el gran duc Demetri de Rússia, cosí segon d'Olga i fill del gran duc Pau de Rússia i de la princesa Alexandra de Grècia per tal d'assegurar el futur de la dinastia afectat per l'hemofília del tsarevitx. Malgrat tot, la participació de Demetri en l'assassinat de Grigori Rasputín feu que caigués en desgràcia en el si de la família imperial i fou desterrat al Caucas d'on li fou fàcil escapar de la matança dels Romanov.

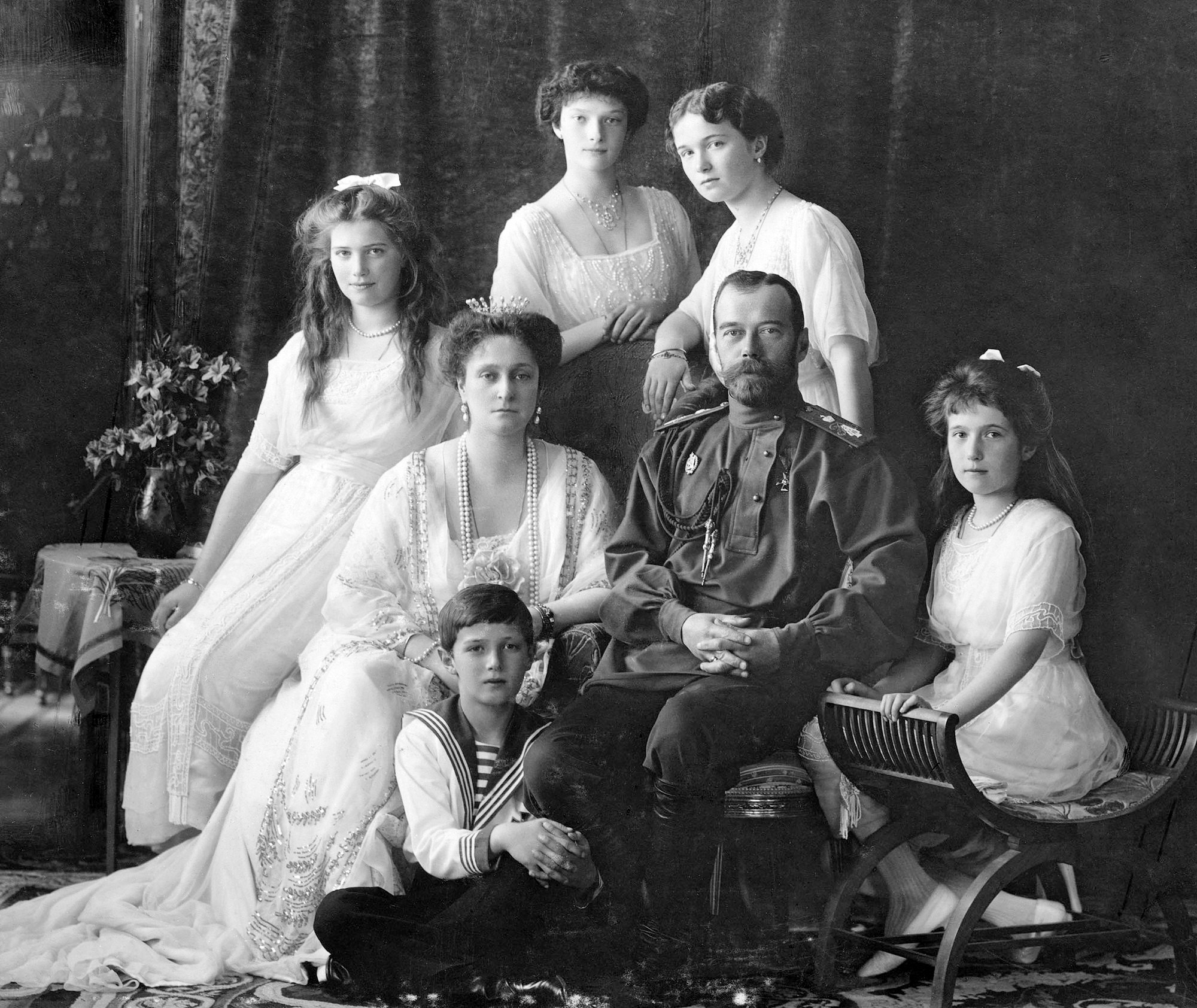
El Tsar Nicolau II de Rússia amb la seva família.

Olga serví d'infermera durant la Primera Guerra Mundial. Coneixedora de la realitat políticoeconòmica del país fou proposada pel Parlament en el cas que el tsar abdiqués per a ser nomenada regent del tsarevitx Aleix de Rússia. Malgrat això, la família imperial fou traslladada a Tobolsk i després a Iekaterinburg on foren executats, cremats i enterrats per un escamot de bolxevics del Comitè Bolxevic dels Urals a la casa Ipatiev.
Les seves restes fores trobades el 1979, extretes el 1991 i enterrades el 1998 al Panteó Imperial de Sant Petersburg en presència de membres destacats de la reialesa europea, entre ells dels príncep Felip d'Edimburg. L'any 2000 l'Església ortodoxa canonitzà el tsar i tota la seva família, entre la qual hi havia Olga.